# 이네정
이네정(일본어: 伊根町)은 일본 교토부 요사군의 정이다. 단고 반도의 북동부에 위치하고 주옥(舟屋)으로 알려져 있다.
단고 반도는 고대에 대륙과의 교류가 번성한 곳으로 교토와 대륙의 교역 루트에 해당한다. 현재는 어업과 관광업이 주를 이룬다.

## 역사
- 1889년 4월 1일 - 정촌제 시행으로 요사군 이네촌, 아사즈마촌, 혼조촌, 쓰쓰카와촌이 성립하였다.
- 1954년 11월 3일 - 이네촌, 아사즈마촌, 혼조촌, 쓰쓰카와촌이 합병해 이네정이 성립하였다.

## 교통

### 도로
- 국도 178호선